# Георги Донев
 Тази статия е за българския актьор и режисьор.  За българския зограф, вижте Георги Донев (зограф).  
Георги Петров Донев е български актьор, режисьор и театрален деец.

## Биография
Роден е в София на 4 март 1884 г. Гимназиалното си образование завършва в Търговска гимназия „Мусевич“ в София. Дебютира през 1901 г. в пътуващата трупа „Любител“, а след това в „Зора“ на Борис Пожаров. През 1902-1903 г. изучава драматическо изкуство в Загреб и Милано. След завръщането си в България играе в театъра на Роза Попова, в театър „Борба“, „Съвременен театър“ на Матей Икономов, Пловдивски градски театър, „Популярен театър“ на М. Герджиков, „Нов народен театър“, Русенски градски театър, „Народна студия“ на Георги Костов, Силистренски театър. Създава и организира свои собствени пътуващи театри – „Модерен театър“, „Популярен театър“, „Модерен драматически театър“. Директор и режисьор е на Гюмюрджински общински театър, Варненски общински театър, Хасковски театър, театър „Комедия“ и Плевенски областен театър. Почива на 25 април 1948 г. в Хитрино.

## Роли
Георги Донев играе множество роли, по-значимите са:
- Едип цар – „Едип цар“ на Софокъл
- Иванко – „Иванко“ на Васил Друмев
- Франц Моор – „Разбойници“ на Фридрих Шилер
- Федя Протасов – „Живият труп“ на Лев Толстой
- Освалд – „Призраци“ на Хенрих Ибсен
- Отело – „Отело“ на Уилям Шекспир[1]